# Ocean Grove (gruppo musicale)
Gli Ocean Grove sono un gruppo musicale nu metal australiano, formatosi a Melbourne nel 2010.

## Storia

### Inizi (2010-2016)
Gli Ocean Grove si formano nel 2010 a Melbourne. La lineup originale consisteva in Luke Holmes (voce solista), Dale Tanner (basso e voce), Matthew Kopp (chitarra), Jimmy Hall (chitarra) e Matias Morales (batteria e voce). Nello stesso anno il gruppo incide una demo prodotta da Roman Koester e nel 2013 pubblica il suo primo EP dal titolo Outsider, poco prima che il batterista originale Matias Morales lasciasse la band e venisse sostituito da Sam Bassal. Nello stesso anno la band pubblica il suo primo singolo dal titolo The Dead Years. Nel 2014 Kopp interrompe l'attività live, pur rimanendo membro della band, per potersi concentrare sul suo progetto solista sotto lo pseudonimo di Running Touch. Nello stesso anno Matt Henley entra nella band in qualità di chitarrista. Il 12 giugno 2015 la band pubblica il suo secondo EP dal titolo Black Label, il quale raggiunge il 50º posto nella ARIA Albums Chart. In seguito all'uscita di Black Label, la band parte per un tour promozionale in giro per l'Australia supportati da Devastator e Void of Vision. Nel Novembre 2015 la band, insieme ai Like Moths to Flames, Buried in Verona ed August Burns Red, parte in tour come band di supporto ai Northlane. Nel 2016 la band suona come supporto al tour promozionale di Equinox, che vede co-headliner In Hearts Wake e Northlane.

### Contratto con la UNFD eThe Rhapsody Tapes(2016-2018)
Il 27 aprile 2016 viene annunciato che gli Ocean Grove hanno firmato un contratto con la UNFD e pubblicano un nuovo singolo dal titolo Lights on Kind of Lover, accompagnato da un video musicale. Contemporaneamente viene ristampato per il mercato statunitense ed europeo Black Label con il titolo rivisitato Black Label (Sublime Vol.), con l'inclusione di Lights on Kind of Lover come bonus track. Viene inoltre pubblicato il manifesto della band, The Rhapsody Manifesto, dove vengono espresse le convinzioni e gli intenti artistici del gruppo.
Il 1º dicembre 2016 la band pubblica un nuovo singolo dal titolo These Boys Light Fire. Il 21 dicembre la band pubblica il video musicale per il singolo Intimate Alien ed annuncia l'uscita del loro primo album in studio, The Rhapsody Tapes. Uscito il 3 febbraio 2017, The Rhapsody Tapes debutta al 5º posto nella ARIA Albums Chart. Il disco viene anche selezionato come "Feature Album" dall'emittente radio australiana Triple J.
Nell'agosto 2017 la band intraprende un tour australiano da headliner, con il supporto di Justice for the Damned, Broken e The Beverly Chills. Tra il 25 settembre ed il 6 ottobre 2017 la band parte in tour per gli Stati Uniti in supporto ad All That Remains e Falling in Reverse. Il 17 novembre gli Ocean Grove appaiono in Spawn (Again): A Tribute to Silverchair, una compilation di cover dei Silverchair eseguite da vari artisti. Tra il 23 novembre ed il 16 dicembre 2017 ripartono in tour per l'Europa in compagnia di Northlane, Erra ed Invent Animate.
Il 24 marzo 2018 a Melbourne gli Ocean Grove suonano alla prima edizione australiana del Download Festival, e nella stessa settimana suonano a Sydney, Brisbane ed Adelaide in supporto a Limp Bizkit e Of Mice & Men.

### Contratto con la BMG, cambio di formazione eFlip Phone Fantasy(2018-2021)
Il 2 maggio 2018 la band firma un accordo di distribuzione mondiale con la BMG. In un'intervista alla rivista Depth, Dale Tanner ha rivelato che la band era al lavoro su del materiale per il nuovo album, e viene annunciato in un'intervista su Spotlight Report che entro la fine l'anno sarebbe uscito un nuovo singolo e l'intenzione di pubblicare un nuovo album nel 2019.
Il 14 dicembre 2018 la band pubblica un nuovo singolo dal titolo Glass Gloss ed annuncia che l'esibizione allo Unify Gathering dell'11 gennaio 2019 sarebbe stata l'ultima con il frontman Luke Holmes ed il chitarrista Jimmy Hall.
Il 3 febbraio la band pubblica un teaser per l'annuncio di un nuovo membro sullo stile del menù di selezione dei personaggi del videogioco Tony Hawk's Skateboarding. Il 4 febbraio la band pubblica un nuovo singolo dal titolo Ask for the Anthem, ed annuncia l'ingresso nella formazione di Twiggy Hunter al basso, con Dale Tanner che assume il ruolo di frontman.
Il 29 ottobre viene pubblicato il singolo Junkie$, seguito da Sunny il 12 dicembre. Dal 9 gennaio al 31 gennaio la band prende parte al tour australiano dei The Amity Affliction e dal 7 febbraio al 7 marzo 2020 partecipano in supporto ai Crossfaith al Synchronicity Tour nel Regno Unito ed in Europa. L'11 febbraio esce il singolo Neo, seguito da Thousand Golden People il 27 febbraio. Il 13 marzo 2020 esce il secondo album della band dal titolo Flip Phone Fantasy, il quale debutta all'8º posto della ARIA Albums Chart.
Il 1º ottobre 2021 la band annuncia la separazione con il chitarrista Matt Henley.

### Up in the Air Forever(2021-presente)
Nel gennaio 2022 la band annuncia l'uscita del terzo album dal titolo Up in the Air Forever il 22 aprile 2022, preceduta dall'uscita dei singoli Cali Sun l'8 novembre 2021, Silver Lining il 18 gennaio 2022, Sex Dope Gold il 24 febbraio 2022 e Bored il 21 aprile 2022.

## Stile musicale
Gli Ocean Grove esordiscono con Outsider proponendo un classico metalcore a tinte post-hardcore, ma già dall'EP Black Label la band comincia a sperimentare con il proprio sound, implementando sonorità più vicine al nu metal. La vena sperimentale della band diviene ancor più evidente con l'uscita del primo full-length The Rhapsody Tapes, dove si mescolano sonorità nu metal, hardcore punk, grunge, alternative, hip hop, dub e drum and bass. La band nel proprio manifesto conia il termine "Odd World Music" per descrivere la propria musica.

## Formazione
Attuale
- Dale Tanner – voce (2010-presente); basso (2010-2019)
- Twiggy Hunter – basso, voce (2019-presente)
- Sam Bassal – batteria, produzione (2013-presente); chitarra (2021-presente; solo in studio)
- Matthew "Running Touch" Kopp – tastiere, campionamenti, voce, produzione (2014-presente; solo in studio); chitarra (2010-2014)

Ex componenti
- Matias Morales – batteria, voce (2010-2013)
- Luke Holmes – voce (2010-2019)
- Jimmy Hall – chitarra (2010-2019)
- Matt Henley – chitarra (2014-2021)

Turnisti
- Andy Szetho – chitarra (2022-presente)

Timeline

## Discografia

### Album in studio
- 2017 – The Rhapsody Tapes
- 2020 – Flip Phone Fantasy
- 2022 – Up in the Air Forever

### EP
- 2013 – Outsider
- 2015 – Black Label

### Singoli
- 2013 – The Dead Years
- 2016 – Lights on Kind of Lover
- 2016 – These Boys Light Fires
- 2018 – Glass Gloss
- 2019 – Ask for the Anthem
- 2019 – Junkie$
- 2019 – Sunny
- 2020 – Neo
- 2020 – Thousand Golden People
- 2020 – Shimmer (Acoustic)
- 2020 – Dream
- 2021 – UFO (Triple J Like a Version) (cover degli Sneaky Sound System)
- 2021 – Cali Sun
- 2022 – Silver Lining
- 2022 – Sex Dope Gold
- 2022 – Bored (feat. Dune Rats)

## Videografia

### Video musicali
- 2013 – Overshadow, regia di Ed Reiss
- 2014 – Backbone, regia di Thomas Elliott
- 2015 – B.L.U.D., regia di Thomas Elliott
- 2016 – I Told You to Smile, regia di Thomas Elliott
- 2016 – Lights on Kind of Lover, regia di Thomas Elliott
- 2016 – Intimate Alien, regia di Thomas Elliott
- 2017 – Thunderdome, regia di Thomas Elliott
- 2017 – Stratosphere Love, regia di Kieran Ellis-Jones
- 2019 – Ask for the Anthem, regia di Thomas Elliott
- 2019 – Junkie$, regia di Tig Terera
- 2020 – Sunny, regia di Kieran Ellis-Jones
- 2020 – Neo, regia di John Larkin
- 2020 – Dream, regia di Thomas Elliott
- 2021 – Cali Sun, regia di The AV Club
- 2022 – Silver Lining, regia di The AV Club
- 2022 – Sex Dope Gold, regia di The AV Club
- 2022 – Bored (feat. Dune Rats), regia di The AV Club